# Teatro Infanta Isabel
El teatro Infanta Isabel (antes cine Petit Palais) es un veterano local de teatro de Madrid (España), situado en la calle del Barquillo del barrio de Justicia. Fue inaugurado como barraca para un cinematógrafo en 1906, se transformó en sala teatral a partir de 1914.

## Historia
A partir de un proyecto del arquitecto Eladio Laredo, el futuro teatro fue abierto como barracón para proyecciones cinematográficas en el entonces número 27 de la calle del Barquillo y con el nombre de Cinema Nacional el 9 de febrero de 1907; pocos meses después se transformó en el Petit Palais y empezó a alternar las proyecciones con los espectáculos de variedades.
Adquirido y mejorado el recinto por el empresario Arturo Serrano, este contrató por un tiempo al actor Ricardo Puga y su esposa Celia Ortiz y más tarde a la compañía de Ernesto Vilches. Ambos estrenaron nuevo edificio en la primavera de 1913, con obra arquitectónica de Eladio Laredo Carranza y el nombre de Teatro Infanta Isabel. El espacio albergó teatro, cine y variedades hasta 1927.
A la muerte en accidente de Serrano en 1925, su hijo también llamado Arturo Serrano se hizo cargo del negocio y llevó las riendas del Infanta Isabel durante los siguientes 60 años, hasta su fallecimiento en 1986. Serrano convirtió a su pareja sentimental, Isabel Garcés, en la primera figura de la compañía. Durante décadas estrenaron en el Infanta Isabel autores de la talla de Jacinto Benavente, Enrique Jardiel Poncela y Miguel Mihura, teniendo en su escenario "lo más granado del teatro español del siglo XX".
Tras la muerte de Serrano, el teatro fue reformado por el empresario Santiago Paredes y los arquitectos Ana Achiaga y Antonio del Castillo, reabriendo sus puertas el 29 de septiembre de 1987. Paredes vendió a Achiaga y del Castillo sus acciones. Manteniendo estos la propiedad, desde entonces, la gestión ha sido responsabilidad, sucesivamente de Francisco Salinas, a su fallecimiento en 1997, de su viuda Paloma Sánchez y finalmente, a principios del siglo XXI se hizo cargo de la gestión del teatro el Grupo Smedia, del empresario Enrique Salaberría. Ahora no pertenece al grupo Smedia.

## Algunos autores y obras estrenadas
- Alfonso Paso
  - Cosas de papá y mamá (1960)
  - Al final de la cuerda (1962)
  - Las mujeres los prefieren pachuchos (1963)
- Hermanos Álvarez Quintero
  - Así se escribe la Historia (1917)
- Ana Diosdado
  - Los ochenta son nuestros (1988)
- Benito Pérez Galdós
  - Sor Simona (1915)
- Antonio Buero Vallejo
  - La señal que se espera (1952)
- Carlos Arniches
  - El señor Badanas (1930)
- Enrique Jardiel Poncela
  - Angelina o el honor de un brigadier (1934)
  - Cuatro corazones con freno y marcha atrás (1936)
  - Carlo Monte en Montecarlo (1939)
  - Un marido de ida y vuelta (1939)
  - Tú y yo somos tres (1945)
- Jacinto Benavente
  - Su amante esposa (1950)
- Joaquín Calvo Sotelo
  - Tánger (1945)
  - Milagro en la Plaza del Progreso (1953)
- José López Rubio
  - La venda en los ojos (1954)
  - Un trono para Cristi (1956)
- José Luis Alonso de Santos
  - Vis a vis en Hawai (1992)
- José María Pemán
  - Diario íntimo de la tía Angélica (1946)
- Juan José Alonso Millán
  - Pecados conyugales (1966)
- Miguel Mihura
  - ¡Sublime decisión! (1955)
  - La canasta (1955)
  - Carlota (1957)
  - Melocotón en almíbar (1958)
  - El chalet de madame Renard (1961)
  - La tetera (1965)
- Santiago Moncada
  - Salvar a los delfines (1979)
  - Mejor en octubre (1994)
- Tono
  - Guillermo Hotel (1955)